# Hủ tục

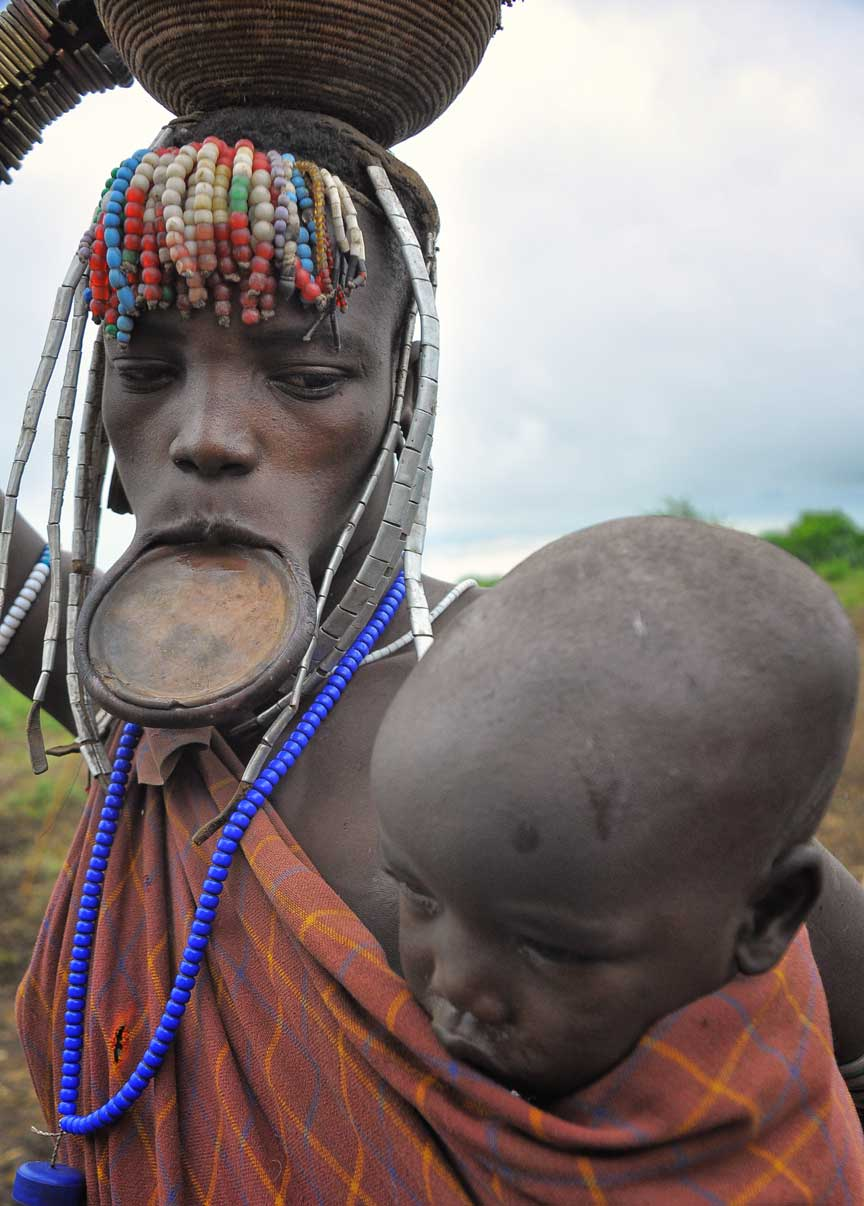
Một phụ nữ người Surma làm đẹp bằng cách căng môi bằng chiếc đĩa.

Hủ tục là phong tục, tập quán đã lỗi thời, lạc hậu. Theo cách hiểu thông thường hiện nay thì hủ tục là những thói hư, tật xấu, tồi tàn làm cho xã hội bị trì trệ, chậm phát triển. Những hủ tục thường mang màu sắc mê tín đã trở thành vật cản, là gánh nặng truyền đời đối với các cộng đồng người, nhất là các dân tộc thiểu số.
Hủ tục bắt nguồn từ đời sống tinh thần của nhân dân, tồn tại qua hàng ngàn năm lịch sử. Các hình thức của hủ tục đã luôn tự thay đổi để thích nghi với xã hội mà nó đang tồn tại. Hủ tục không phải là thứ thiên kinh, địa nghĩa. Các hủ tục vẫn có thể thay đối nếu những người đang sống tại nơi tồn tại những hủ tục được giáo dục tốt.

## Hình ảnh

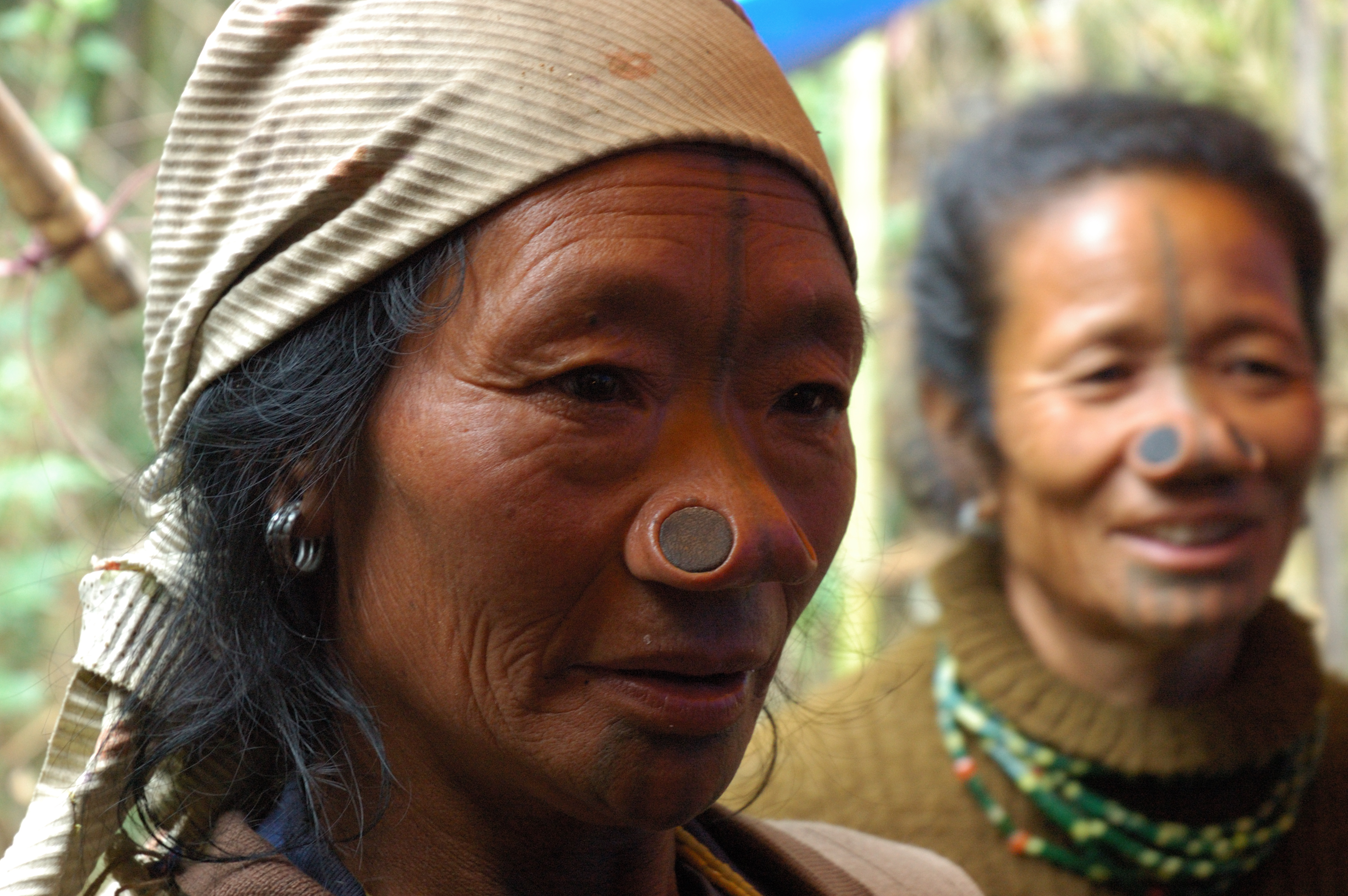
Người Apatani kéo to cánh mũi để đeo nút.
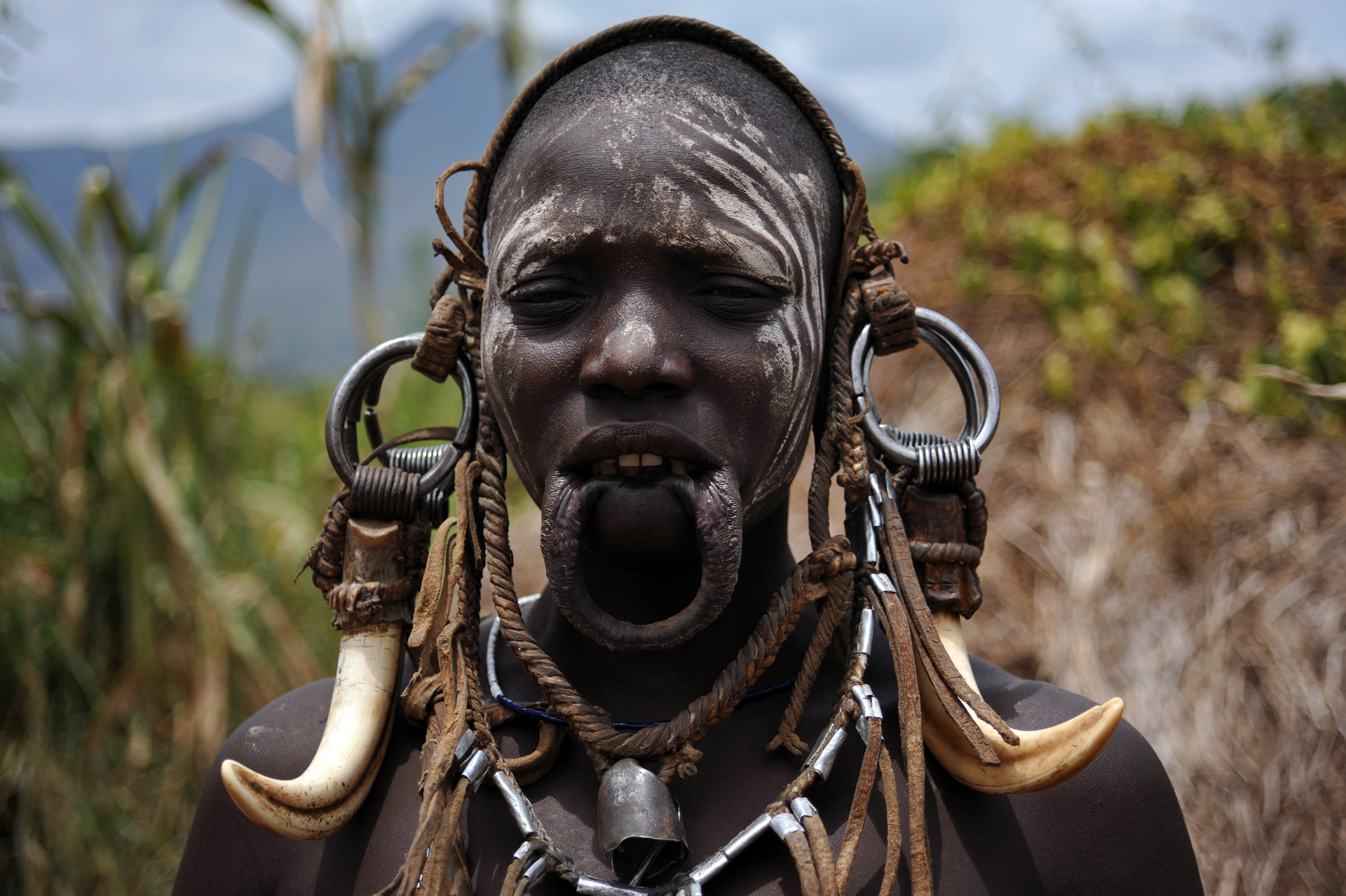
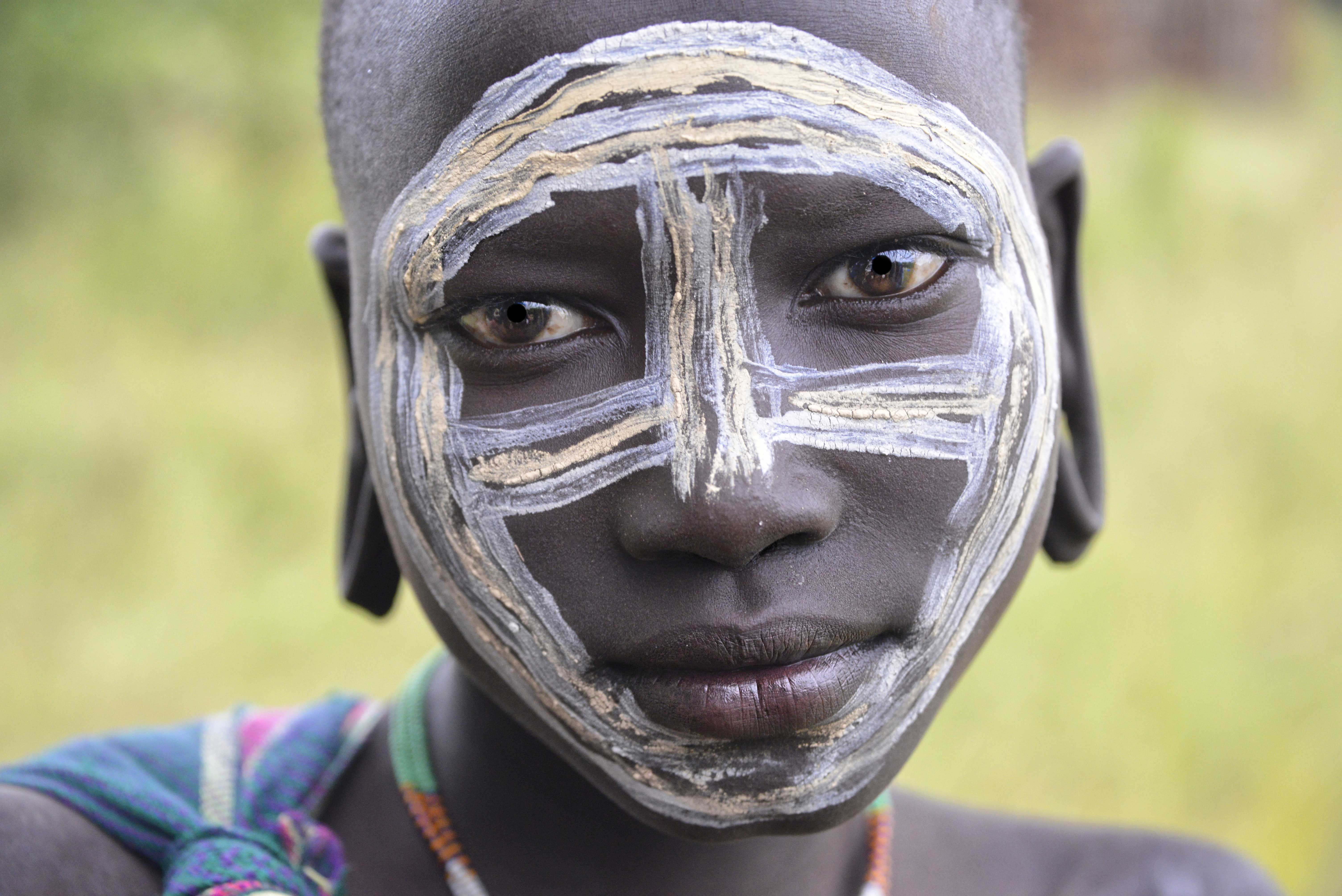